# 홍제천
홍제천(弘濟川)은 북한산에서 발원하여 서울특별시 종로구·서대문구·마포구의 일부 또는 전지역을 포함해 흐르다가 한강의 하류로 흘러드는 지방하천이다. 1974년 지방 2급 하천(현 지방하천)으로 지정되었고, 1983년과 1988년에 각각 하천 정비 기본계획을 수립해 1999년 2월 현재 18.94km에 달하는 유역의 하천 개수가 완료되었다. 평균 너비는 50m이다.
조선시대에 이 하천 연안에 중국의 사신이나 관리가 묵어 가던 홍제원(弘濟院)이 있었기 때문에 이러한 이름이 붙여졌으며, 같은 유래로 홍제원천(弘濟院川)이라고도 한다. 모래가 많이 쌓여 물이 모래 밑으로 흘렀다고 해서 모래내 또는 사천(沙川)으로도 불리며, 세검정 인근의 상류 부근에서 세검천(洗劍川)이라고도 불린다.

## 인공폭포와 음악분수
서대문구에서 만들었으며, 백련교 하류 좌안 안산 경사지에 있다.

## 홍제천 직강공사
일제시대때 행해진 공사로 성산과 새터산 사이를 뚫어서 구부러진 홍제천을 편 공사이다. 이 공사로 홍제천 하류구간은 직선이 되었으며 성산동이 성산1동과 성산2동으로 나뉘게 된 기준이 되었으며 성산로가 생기게 된 기반이 되었다. 옛 홍제천의 흔적은 성산1동의 남쪽 및 서쪽 경계와 이 경계를 따라 망원동을 지나 한강까지 난 동네길을 통해 확인할 수 있다.

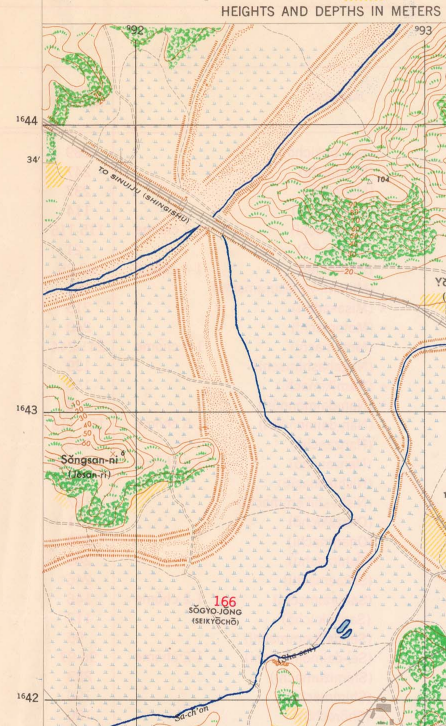
1946년 미군정시절 지도로 성산 오른쪽과 아래에 옛 홍제천의 흔적이 표시되어 있다.

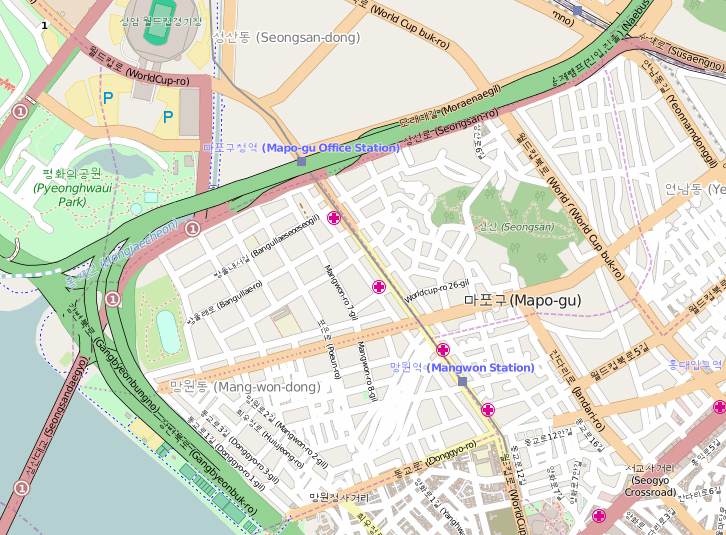
현재(2015년)의 지도에서 옛 홍제천의 흔적을 따라 동네길이 난 것을 볼 수 있다. 성산1동 경계(성산 동쪽과 남쪽의 분홍 점선)를 따라 동네길이 나 있으며 성산1동 왼쪽 망원동에도 망원역 왼쪽에 옛 홍제천의 흔적인 동네길이 사선으로 나 있다.

## 복개 구간
현재 홍제견인차량보관소 구간부터 유진상가를 거쳐 홍제교까지 구간 520m 구간이 복개되어 있으며, 현재 복개구간에는 산책로가 건설되어 있다. 이 구간은 1970년 유진상가와 인왕시장이 건립될 때 복개되었다.